# Клесс, Антуан

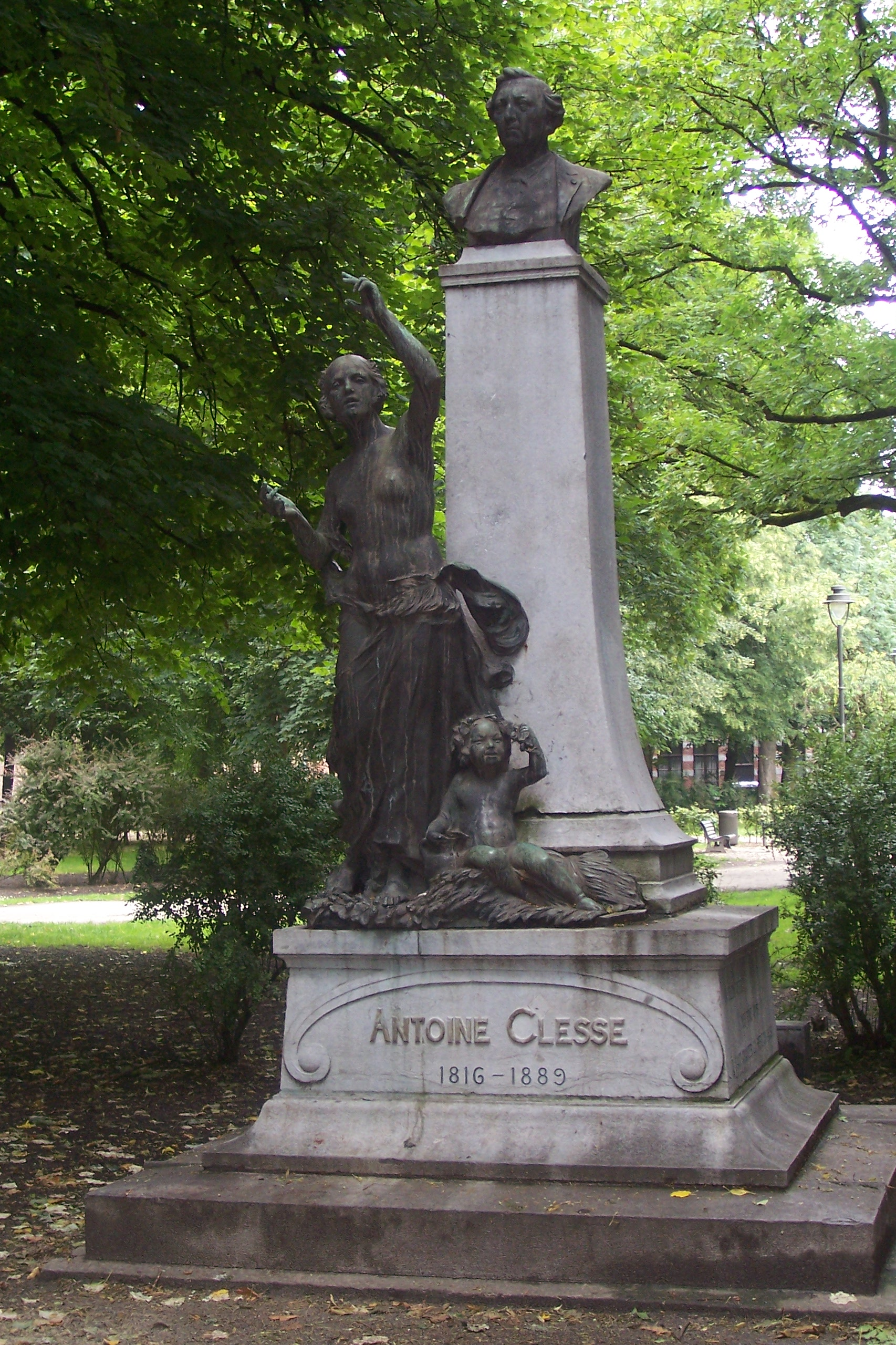
Памятник А. Клессу в Монсе

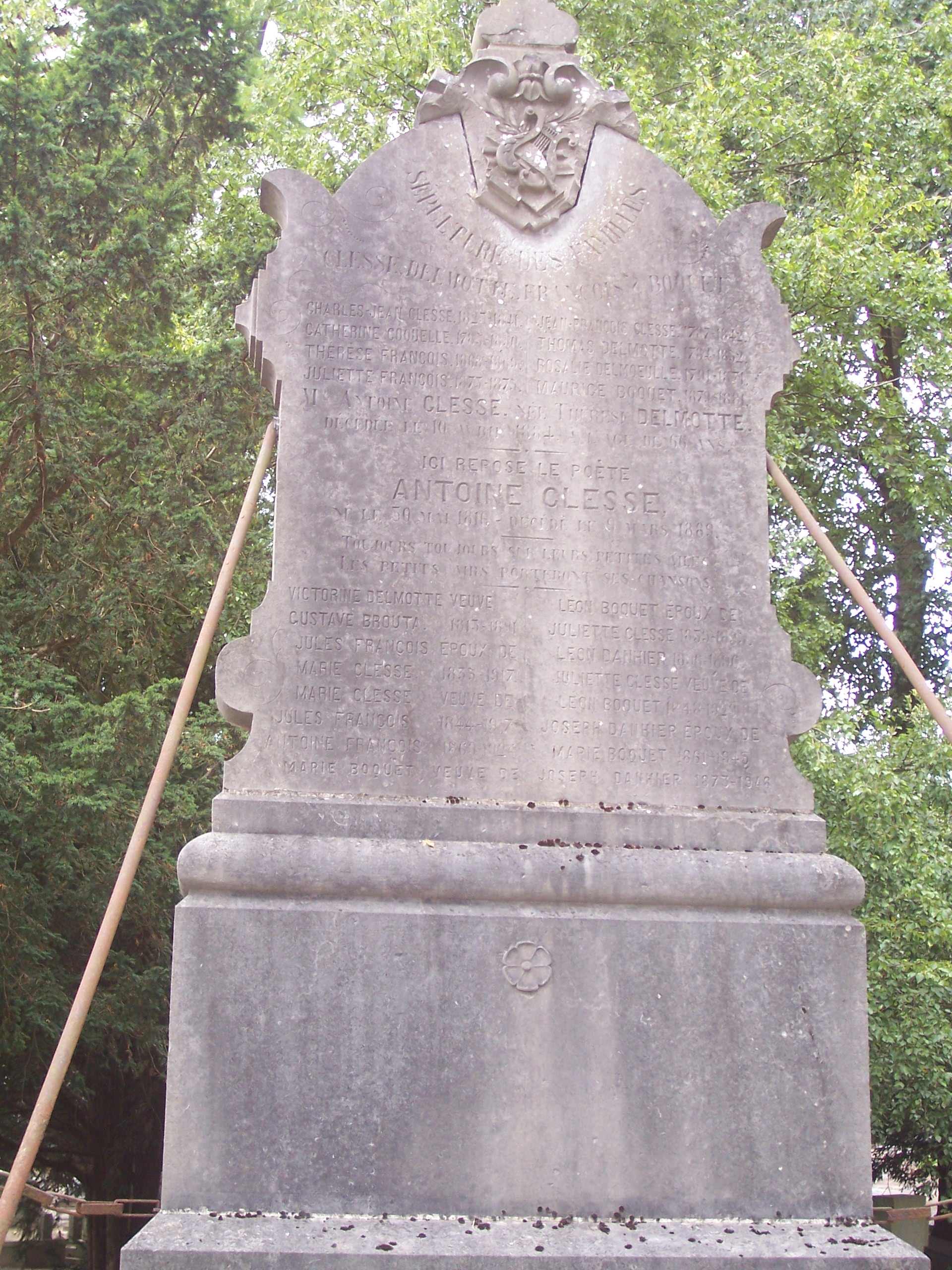
Могила А. Клесса в Монсе

Антуан Клесс (фр. Antoine Clesse; 30 мая 1816 — 9 марта 1889) — бельгийский народный поэт.
Стихотворения Клесса, нравственного и патриотического содержания, были в своё время весьма популярны, особенно: «La bière», «Une Immortelle», «Jocrisse», «Chansons» (Брюссель, 1866). Напечатал также «Discours sur la chanson» (там же, 1868).